# Masao Sugiuchi
Sugiuchi Masao (杉内雅男?) (Miyazaki, prefectura de Miyazaki; 20 de octubre de 1920-Tokio, 21 de noviembre de 2017) fue un jugador profesional japonés de go.

## Biografía
Se profesionalizó en 1941. Alcanzó el 9 dan en 1959. Su apodo fue El dios del go por su estilo de go serio. En diciembre de 2004, se convirtió en el mayor profesional de la Nihon Ki-In en alcanzar 800 victorias en su carrera. Estaba casado con Sugiuchi Kakuzo, nacida Honda Kakuzo.